# 제이크 바우어스
제이크 바우어스(Jake Bauers, 1995년 10월 6일 ~ )는 미국의 야구 선수이자, 현재 내셔널 리그 밀워키 브루어스의 선수이다.